# King Records

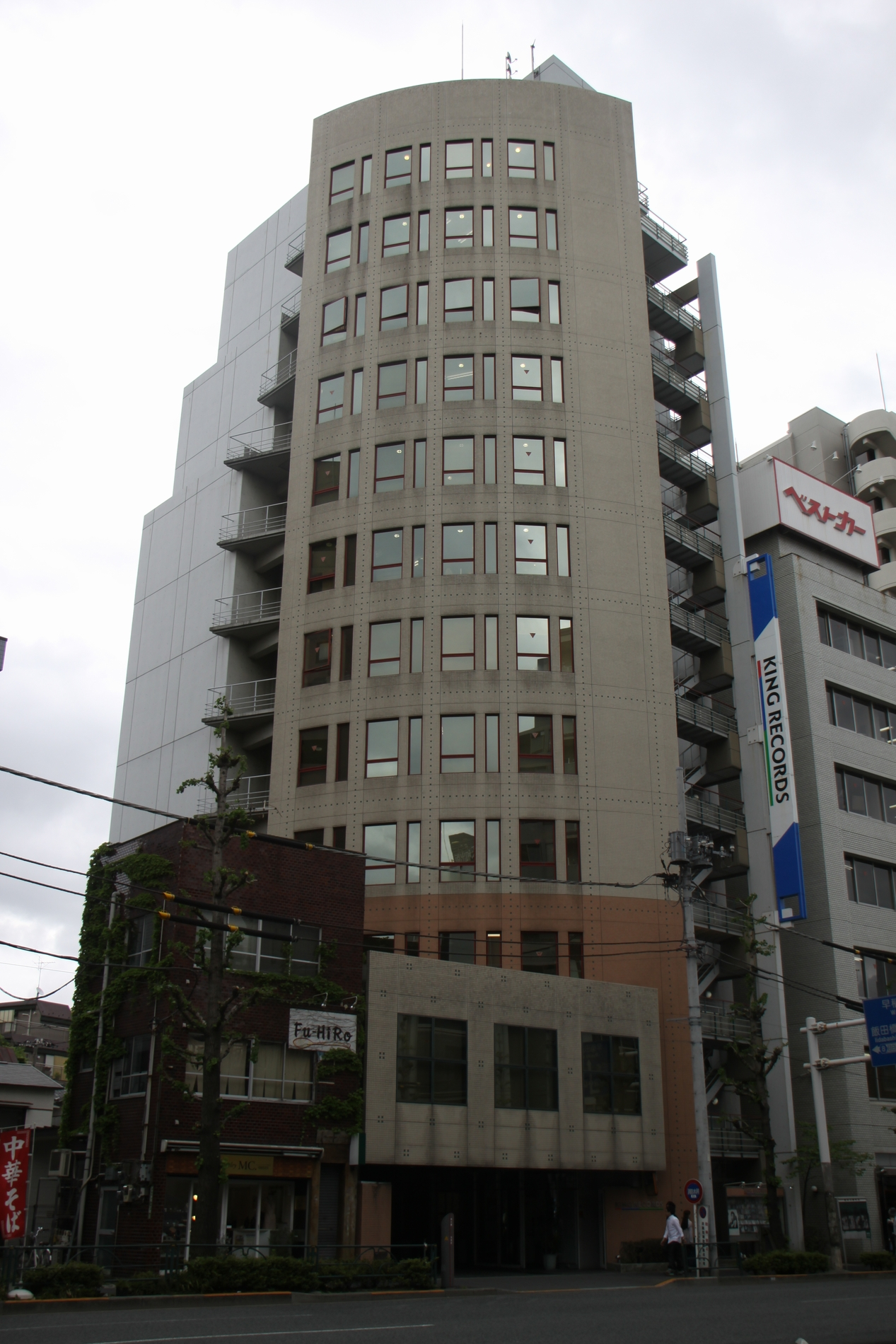
Główna siedziba King Records

King Records Company, Ltd. (jap. キングレコード株式会社 Kingu Rekōdo Kabushiki gaisha) – japońskie wydawnictwo muzyczne założone w styczniu 1931 roku jako oddział japońskiego wydawnictwa Kōdansha. Rozpoczęło działalność jako niezależna jednostka w 1951 roku, ale nadal część Otowa Group. Jest jedną z największych wytwórni w Japonii z główną siedzibą w Tokio.

## Podwytwórnie
Jej podwytwórnia Starchild, zarządzana przez producenta animacji Toshimichi Otsukiego, specjalizuje się w muzyce do anime i filmów. King Records również jest dystrybutorem wytwórni Piccolo Town i Rice Music, a także wydaje gry na komputery NEC PC-8801, Famicom i MSX2. 1 lutego 2016 roku King Records zrestrukturyzowało Starchild i zmieniło jej nazwę na King Amusement Creative.
You! Be Cool jest oficjalną podwytwórnią AKB48 i STU48.
Venus-B jest oficjalną podwytwórnią muzyki miejskiej (urban music).
Evil Line Records – dział wytwórni założony w kwietniu 2014 roku, nadzoruje takich artystów jak m.in. Momoiro Clover Z oraz Meg.

## Ważniejsi wykonawcy
- Hachirō Kasuga
- AKB48 (You, Be Cool!)
  - Tomomi Itano
  - Atsuko Maeda
- Nana Mizuki
- Yukari Tamura
- Kana Uemura
- The Pillows
- NoGoD
- Matenrō Opera
- lynch.
- THE KIDDIE
- Momoiro Clover Z (Evil Line Records)
- Yui Horie (Starchild)
- Ryōko Shiraishi (Starchild)
- Megumi Hayashibara (Starchild)
- Sōichirō Hoshi (Starchild)
- angela (Starchild)
- Ai Nonaka (Starchild)
- Mikako Komatsu (Starchild)
- B.A.P
- Block B